# کیم نام ایل (نویسنده)
کیم نام ایل (Kim Nam-il) (Hangul 김남일؛ زاده ۱۹۵۷) نویسنده کره جنوبی است. او با حضور ادبی خود را در سال ۱۹۸۳ و داستان کوتاه " بری " (베리 Berry) در مجله ادبیات عصر ما ظاهر شد و اولین رمان خود Cheongnyeon ilgi (청년일기 Diary of Youth) را در سال ۱۹۸۷ منتشر کرد و از آن زمان تا کنون آثار مختلف داستانی، غیرداستانی و روزنامه‌نگاری ادبی نوشته‌است، همچنین محقق ارشد شبکه فرهنگ آسیا است. او برنده اولین جایزه ادبی Jeon Tae-il، دومین جایزه نویسنده زیبا، هفدهمین جایزه ادبی Violet, بیست و سومین جایزه ادبی Jeon Tae-il, و جایزه Kwon Jeong-saeng 2012 برای نویسندگی خلاق است.

## زندگی
کیم نام ایل در سال ۱۹۵۷ در سوون کره جنوبی به دنیا آمد. او زبان هلندی را در دانشگاه مطالعات خارجی هانکوک خواند و اولین کار ادبی خود را در سال ۱۹۸۳ انجام داد. او از سال ۱۹۸۴ تا ۱۹۹۰ سردبیر انجمن نویسندگان کره (در آن زمان انجمن نویسندگان آزادی‌خواه) بود و از سال ۲۰۱۰ به عنوان دبیرکل آن فعالیت می‌کرد.

## آثار
۱. 라마야나 (۲۰۱۶)
رامایانا (۲۰۱۶)
۲. 문익환 (۲۰۱۴)
ماه ایک هوان (۲۰۱۴)
۳. 스토리텔링 하노이 (۲۰۱۲)
داستان سرایی هانوی (۲۰۱۲)
۴. 우리 민족 최고의 이야기꾼 홍명희 (۲۰۱۱)
هونگ میونگ هوی، بهترین داستان سرای کره (۲۰۱۱)
۵. 천재토끼 차상문 (۲۰۱۰)
چا سانگ مون خرگوش نابغه (۲۰۱۰)
۶. 소중한 생명을 다루는 의사 (۲۰۰۹)
برخورد پزشکان با زندگی‌های گرانبها (۲۰۰۹)
۷. 산을 내려가는 법 (۲۰۰۷)
چگونه از کوه پایین برویم (۲۰۰۷)
۸. 늘 푸른 역사가 신채호 (۲۰۰۷)
شین چاهو، برای همیشه یک مورخ (۲۰۰۷)
۹. 모래도시의 비밀 (۲۰۰۶)
راز شهر شنی (۲۰۰۶)
۱۰. 책 (۲۰۰۶)
کتاب‌ها (۲۰۰۶)
۱۱. 전우치전 (۲۰۰۶)
داستان جئون وو چی (۲۰۰۶)
۱۲. 노구치 히데요 ۰5 (2005)
جلد ۵: Hideyo نوگوچی (۲۰۰۵)
۱۳. 전태일 ۳2 (2005)
جلد 32: Jeon Tae-il (۲۰۰۵)
۱۴. 이중섭 ۰9 (2005)
جلد ۹: Lee Jung-seob (۲۰۰۵)
۱۵. 엘리너 루스벨트 ۳0 (2005)
جلد ۳۰: النور روزولت (۲۰۰۵)
۱۶. 골목이여، 안녕 (۲۰۰۴)
خداحافظ، کوچه‌ها (۲۰۰۴)
۱۷. 라이트 형제 (۲۰۰۴)
برادران رایت (۲۰۰۴)
۱۸. 통일 할아버지 문익환 (۲۰۰۲)
مون ایک هوان مدافع قدیمی اتحاد مجدد (۲۰۰۲)
۱۹. 세상의 어떤 아침 (۱۹۹۷)
یک صبح در جهان (۱۹۹۷)
۲۰. 국경 ۳부 ۱, 2 (1996)
کتاب مرز ملی ۳ جلد ۱–۲ (۱۹۹۶)
۲۱. 국경 ۲부 ۱, 2 (1995)
کتاب مرز ملی ۲ جلد ۱–۲ (۱۹۹۵)
۲۲. 국경 ۱부 ۱، ۲، 3 (1993)
کتاب مرز ملی ۱ جلد ۱–۳ (۱۹۹۶)
۲۳. 은혜갚은 까치 (۱۹۹۳)
سرخابی که بدهی خود را پس داد (۱۹۹۳)
۲۴. 떠돌이꽃의 여행 (۱۹۹۳)
سفرهای گل سرگردان (۱۹۹۳)
۲۵. 나무꾼과 선녀 (۱۹۹۲)
هیزم شکن و پری (۱۹۹۲)
۲۶. 마니오크가 된 마니 (۱۹۹۲)
Mani Who Became Manioc (1992)
۲۷. 천하무적 (۱۹۹۲)
شکست ناپذیر (۱۹۹۲)
۲۸. 일과 밥과 자유 (۱۹۸۸)
کار، غذا و آزادی (۱۹۸۸)
۲۹. 전진하는 동지여 (۱۹۸۸)
رفیق عزیز در حال حرکت به جلو (۱۹۸۸)
۳۰. 청년일기 (۱۹۸۷)
خاطرات جوانان (۱۹۸۷)

### آثار در ترجمه[۶]
1. บ้านหลังนี้มีแต่รอยยิ้ม (تایلندی)
2. ทะเลและผีเสื้อ (تایلندی)

## جوایز
۱. ۲۰۱۰: هفدهمین جایزه ادبی بنفش
۲. ۲۰۱۰: دومین جایزه نویسنده زیبا
۳. ۱۹۸۹: اولین جایزه ادبی Jeon Tae-il